# Blyn
Blyn az Amerikai Egyesült Államok északnyugati részén, Washington állam Clallam megyéjében elhelyezkedő település.
Blyn önkormányzattal nem rendelkező, úgynevezett statisztikai település; a Népszámlálási Hivatal nyilvántartásában szerepel, de közigazgatási feladatait Clallam megye látja el. A 2010. évi népszámlálási adatok alapján 101 lakosa van.
A településen van a Jamestown S’Klallam törzs székhelye.

## Népesség
A település népességének változása:
| Lakosok száma | 162  | 101  | 108  |
|               | 2000 | 2010 | 2020 |